# Jacques Sirmond
Jacques Sirmond (12 de outubro de 1559 – 7 de outubro de 1651), pseudônimo Jacobus Cosmas Fabricius, foi um erudito francês e jesuíta.

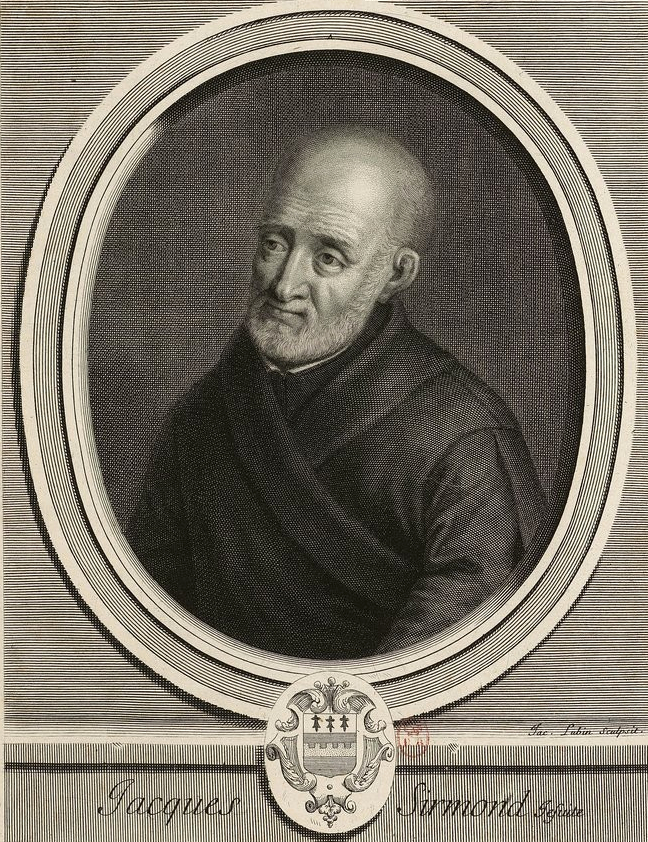
Jacques Sirmond.

Sirmond nasceu em Riom, Auvérnia, França, em 12 de outubro de 1559. Foi educado no Colégio Jesuíta de Billom. Após ter sido noviço em Verdun e depois em Pont-Mousson, ingressou na ordem em 26 de julho de 1576. Depois de ter ensinado retórica em Paris, residiu por longo tempo em Roma como secretário de Claudio Acquaviva (1590–1608). Em 1637 foi confessor de Luís XIII. Morreu em 7 de outubro de 1651 em Paris.

## Obras
Ele publicou muitas edições de cronistas latinos e bizantinos da Idade Média:
- Ennódio e Flodoardo (1611)
- Sidônio Apolinário (1614)
- a vida de São Leão IX pelo arcediago Wiberto (1615)
- Marcelino e Idácio (1619)
- Anastácio Bibliotecário (1620)
- Eusébio de Cesareia (1643)
- Hincmar (1645)
- Teodulfo de Orléans (1646)[4]
- Rabano Mauro (1647)
- Rufino e Loup de Ferrières (1650)
- sua edição das capitulares de Carlos, o Calvo (Karoli Calvi et successorum aliquot Franciae regum capitula, 1623)
- edição dos concílios da França antiga (Concilia antiquae Galliae, 1629, 3 vols., nova ed. incompleta, 1789).[3]

Um ensaio no qual ele negou a identidade de São Dinis de Paris e São Dinis, o Areopagita (1641), causou controvérsia. Suas Opera varia, onde este ensaio pode ser encontrado, bem como uma descrição em verso latino de sua viagem de Paris a Roma em 1590, apareceram em 5 volumes (1696; nova ed. Veneza, 1728). A ele é atribuído Elogio di cardinale Baronio (1607).